# Х
Х, x (Kha ou Ha) é uma letra do alfabeto cirílico. Derivada diretamente da letra grega Χ (Khi ou Chi).
Seu som é o fonema consonantal fricativo velar surdo /x/, como o rr na palavra  erro, ou o ch no vocábulo alemão Bach.
Ela é uma letra do alfabeto cirílico que representa a consoante fricativa velar surda /x/ no russo, no bielorrusso, e no ucraniano (exceto quando é seguindo por uma vogal palatalizante, quando passa a representar [xʲ]). Também representa a fricativa glotal surda /h/ no macedônio e em certos dialetos do sérvio (tais como o torlak) e do búlgaro (como shopi). Deriva da letra grega Χ, χ (Chi ou Khi).
Kha também é uma transliteração alternativa para a letra خ (Ḫāʼ) do alfabeto árabe, que era utilizada na sua variante árabe, e correspondia ao Х no cirílico.